# 三浦由理
三浦 由理（みうら ゆり、1981年5月9日 - ）は、日本の実業家、株式会社BUYONの創業者で代表取締役でもある。その他、リトルミスマッチ株式会社取締役を兼務した。
1981年5月9日、大韓民国ソウル出生。日本人の父と韓国人の母を持つハーフ。中学・高校時代を山形県で過ごし、山形女子専門学校を卒業後に芸能プロダクションにスカウトされ上京。上京後はラジオやドラマ、バラエティなどのタレント活動の傍らアパレル販売員として活躍。後に飲食店の管理職を務める他、美容関係、飲食店のアドバイザーを兼務。2003年ミス・コリア日本代表選抜に出場後、芸能活動を辞め翌年2004年、有限会社K&J styleを設立し代表取締役に就任。2006年、松田公太の出資による米国littlemissmatchedの日本販売権を得て設立したミスマッチジャパン株式会社に設立と同時に2006年 取締役に就任。2016年有限会社から株式会社へ組織変更、 株式会社BUYONに社名を変更。

## 略歴
- 1981年 - 5月9日、大韓民国 ソウルにて出生。
- 1993年 - 来日移住
- 2000年 - 山形女子専門学校（文化服装学院連鎖校）卒業。
- 2004年 - 有限会社K&J styleを設立、代表取締役に就任。
- 2006年 - リトルミスマッチ/ミスマッチジャパン株式会社 取締役に就任。

## 出演
- 情報ライブEZ!TV フジテレビ系列 2004年12月-
- FLASH 2005年-
- SPA! 2005年-
- egg 2006年-
- 月刊ビジネスチャンス 2006年-
- CIRCUS 2006年-
- MBC開局45周年特別企画 女性三国志『アジアで働くキャリアウーマン』2006年-